# Chili dog

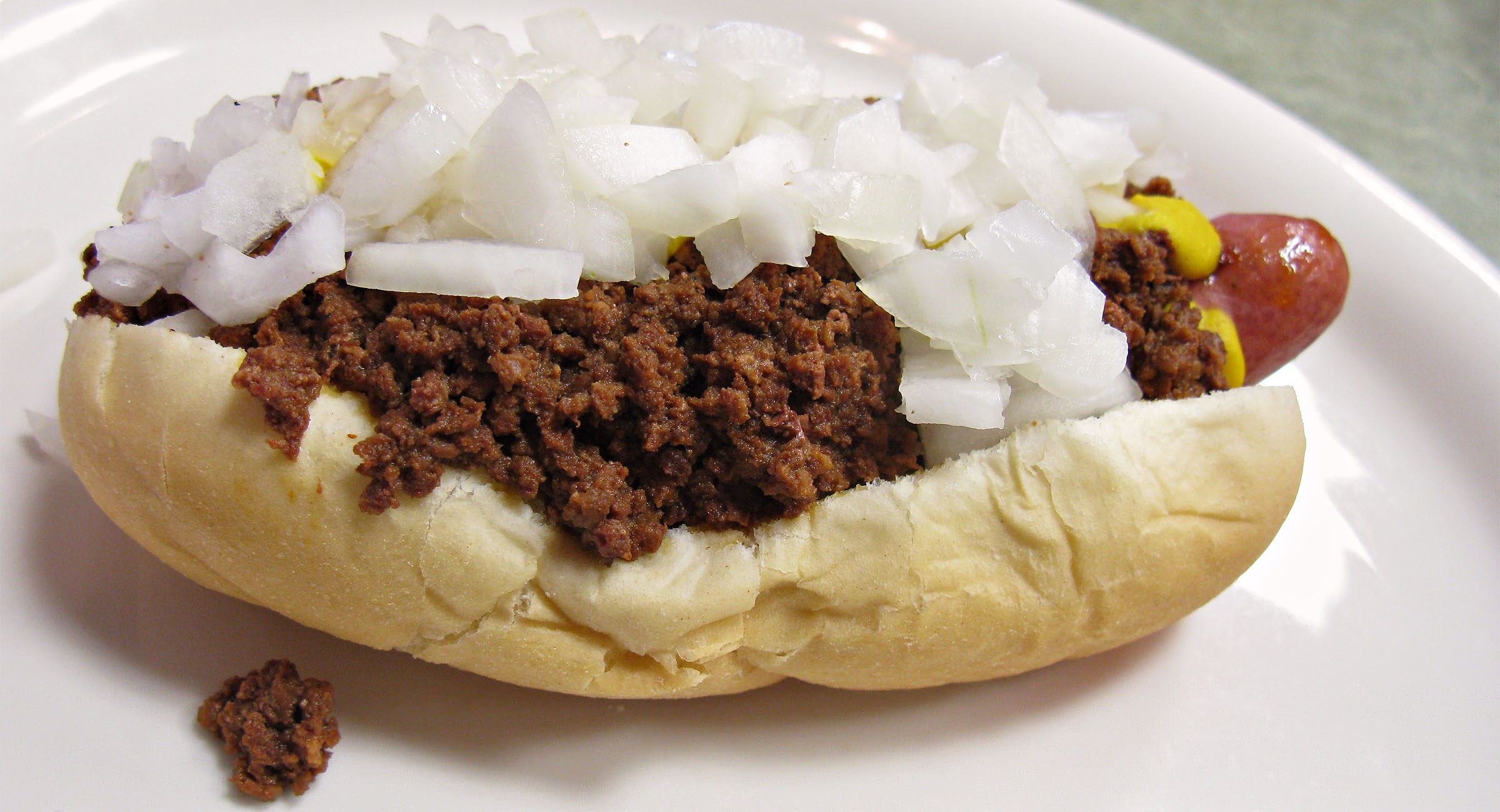
Coney dog, un tipo de chili dog.

Un chili dog es un perrito caliente (hot dog) que se sirve cubierto de chili con carne. A menudo se añaden otros ingredientes, como queso, cebolla y mostaza. Una variante popular del chili dog es el Coney dog, que irónicamente procede de Míchigan y no de Brooklyn. El Coney dog es un perrito cubierto con chili, cebolla y mostaza. Una diferencia principal entre los chili dogs y los Coney dogs es que los primeros usan un chili más picante y se sirven con mostaza marrón o sin mostaza, mientras los segundos son más picantes y suelen servirse con mostaza amarilla. El Michigan dog es parecido, al igual que el Texas chili dog, que irónicamente es de Pensilvania.
Los chili dogs son también populares en el Norte de México y zonas estadounidenses con grandes poblaciones de origen mexicano, como California, Texas y Arizona. En California hay cadenas regionales, como Pink's Hot Dogs y Original Tommy's, especializadas en chili dogs y chili burgers.

## En la cultura popular
El personaje y mascota de SEGA, Sonic, es muy conocido por ser fan de este alimento.